# Campeonato Cearense de Serie C
El Campeonato Cearense de Serie C es la tercera y  última división del Campeonato Cearense de Fútbol.

## Palmarés[1]
| Temporada | Campeón             | Resultado      | Subcampeón  |
| --------- | ------------------- | -------------- | ----------- |
| 2004      | Crateús             | Cuadrangular   | Trairiense  |
| 2005      | São Benedito        | Cuadrangular   | Horizonte   |
| 2006      | Eusébio             | Cuadrangular   | Caucaia     |
| 2007      | Barbalha            | Cuadrangular   | Maracanã    |
| 2008      | Aracati             | Hexagonal      | Tauá        |
| 2009      | Caucaia             | Cuadrangular   | Arsenal     |
| 2010      | Crateús             | Hexagonal      | Pacatuba    |
| 2011      | Uruburetama         | Hexagonal      | Barbalha    |
| 2012      | Iguatu              | 2:1, 2:2       | Nova Russas |
| 2013      | América             | 0:0 (4:2 pen.) | Barbalha    |
| 2014      | Uniclinic           | 1:0            | Itapajé     |
| 2015      | Alto Santo          | 3:2            | Floresta    |
| 2016      | Tianguá             | 3:1            | EC Limoeiro |
| 2017      | União               | 2:3, 2:0       | Caucaia     |
| 2018      | Campo Grande        | 2:2 (3:1 pen.) | Crato       |
| 2019      | Pacatuba            | 1:0            | Itapipoca   |
| 2020      | Maracanã            | Liga           | Cariri      |
| 2021      | Guarani de Juazeiro | 0:0 (3:0 pen.) | Pague Menos |
| 2022      | Pacatuba            | 1:0            | Crateús     |
| 2023      | Maranguape          | 1:0            | Cariri      |
| 2024      | Quixadá             | 2:0            | Crato       |
| 2025      | Crateús             | 0:0, 1:0       | Guarany     |

## Títulos por equipo
| Club                | Títulos | Subtítulos | Años campeón     | Años subcampeón |
| ------------------- | ------- | ---------- | ---------------- | --------------- |
| Crateús             | 3       | 1          | 2004, 2010, 2025 | 2022            |
| Pacatuba            | 2       | 1          | 2019, 2022       | 2010            |
| Caucaia             | 1       | 2          | 2009             | 2006, 2017      |
| Barbalha            | 1       | 2          | 2007             | 2011, 2013      |
| Maracanã            | 1       | 1          | 2020             | 2007            |
| América             | 1       | 0          | 2013             | ----            |
| Aracati             | 1       | 0          | 2008             | ----            |
| Alto Santo          | 1       | 0          | 2015             | ----            |
| Eusébio             | 1       | 0          | 2006             | ----            |
| Campo Grande        | 1       | 0          | 2018             | ----            |
| Iguatu              | 1       | 0          | 2012             | ----            |
| São Benedito        | 1       | 0          | 2005             | ----            |
| Tianguá             | 1       | 0          | 2016             | ----            |
| União               | 1       | 0          | 2017             | ----            |
| Uniclinic           | 1       | 0          | 2014             | ----            |
| Uruburetama         | 1       | 0          | 2011             | ----            |
| Maranguape          | 1       | 0          | 2023             | ----            |
| Guarani de Juazeiro | 1       | 0          | 2021             | ----            |
| Quixadá             | 1       | 0          | 2024             | ----            |
| Cariri              | 0       | 2          | ----             | 2020, 2023      |
| Crato               | 0       | 2          | ----             | 2018, 2024      |
| Nova Russas         | 0       | 1          | ----             | 2012            |
| Arsenal de Caridade | 0       | 1          | ----             | 2009            |
| Itapajé             | 0       | 1          | ----             | 2014            |
| Horizonte           | 0       | 1          | ----             | 2005            |
| Tauá                | 0       | 1          | ----             | 2008            |
| Floresta            | 0       | 1          | ----             | 2015            |
| Trairiense          | 0       | 1          | ----             | 2004            |
| Esporte Limoeiro    | 0       | 1          | ----             | 2016            |
| Itapipoca           | 0       | 1          | ----             | 2019            |
| Pague Menos         | 0       | 1          | ----             | 2021            |
| Guarany             | 0       | 1          | ----             | 2025            |

## Goleadores
| Año  | Jugador                           | Club                            | Goles |
| ---- | --------------------------------- | ------------------------------- | ----- |
| 2004 | Danilo Pitbull                    | Crateús                         | 12    |
| 2005 | Brinquedo                         | São Benedito                    | 11    |
| 2006 | Popó                              | Ipú                             | 14    |
| 2007 | Cristóvão                         | Barbalha                        | 12    |
| 2008 | Juranilson                        | Aracati                         | 13    |
| 2009 | Rafamar Netinho Barbalha Vinicius | América Pacajuense Pacajuense   | 7     |
| 2010 | Diego Henrique                    | Juazeiro                        | 9     |
| 2011 | Paulo Romário Joãozinho           | Barbalha Barbalha Uruburetama   | 9     |
| 2012 | Juranilson                        | Iguatu                          | 13    |
| 2013 | Jadson                            | Maguary                         | 4     |
| 2014 | Niltinho                          | Tianguá                         | 5     |
| 2015 | Netinho                           | Floresta                        | 10    |
| 2016 | Thiago                            | EC Limoeiro                     | 3     |
| 2017 | Tiago                             | União                           | 11    |
| 2018 | Tiago                             | Campo Grande                    | 6     |
| 2019 | Da Silva Elenilson Hamilton       | Pacatuba Pacatuba Verdes Mares  | 3     |
| 2020 | Vavá                              | Maracanã                        | 6     |
| 2021 | Dagson Maranhão                   | Guarani de Juazeiro Pague Menos | 6     |
| 2022 | Pablo Indio                       | Terra e Mar Pacatuba            | 5     |
| 2023 | Dalvan Joelson                    | Cariri Maranguape               | 6     |
| 2024 | Gleryston                         | Quixadá                         | 5     |
| 2025 | Aldair                            | Guarany                         | 4     |